# Anna Zinkeisen
Anna Katrina Zinkeisen (Kilcreggan, 29 de agosto de 1901 - Londres, 23 de setembro de 1976) foi uma pintora escocesa.